# Revista de Antropofagia
Revista de Antropofagia fue una revista cultural publicada en la ciudad brasileña de São Paulo entre 1928 y 1929.

## Historia
Fundada en mayo de 1928, se trató de una revista vanguardista y estuvo vinculada al modernismo brasileño; en sus páginas apareció publicado el Manifesto antropófago («Manifiesto antropófago» en castellano) de Oswald de Andrade, en el que el concepto de antropofagia tenía un sentido metafórico, en un ámbito cultural. Al frente de la dirección de la revista estuvieron Antônio de Alcântara Machado y Raul Bopp. Cesó su publicación en septiembre de 1929.